# Bell 204/205
Bell 204/205 — американский вертолёт, гражданская модификация Bell UH-1 Iroqious. Он сертифицирован как транспортный вертолёт и используется в самых разных областях, включая сельскохозяйственные работы, перевозка грузов, лесохозяйственные работы и тушение пожаров с воздуха. Выпускался в нескольких вариантах, как в США, так и по лицензии в других странах. Серийный выпуск продолжался с 1956 по начало 1980-х и составил более 12000 машин.

## Разработка и производство
Bell Helicopter разработала свою модель 204 в ответ на требования армии США 1955 года к многоцелевому вертолету общего назначения. Вертолёт модели 204 стал гигантским шагом вперед в проектировании летательных аппаратов этого типа, став одним из первых вертолетов, оснащенных турбовальным двигателем. Турбовальный двигатель радикально улучшил тактико-технические характеристики вертолета благодаря его малому весу и высокому отношению удельной мощности к взлетной массе, меньшему расходу топлива и меньшим расходам на техническое обслуживание и эксплуатацию. Использование турбовального двигателя в вертолёте модели 204 позволило ему нести полезную нагрузку на значительные расстояния и на разумных скоростях, в результате чего 204 и последующая 205 стали самой успешной серией западных вертолетов с точки зрения количества построенных единиц.
Гражданский вариант 204B был впервые поставлен в 1961 году. Последующая модель 205A-1 эквивалентна UH-1H, и является более крупной и длинной по сравнению с базовой моделью, и также имеет лучшие лётные характеристики и более мощный двигатель.
Более 60 гражданских вертолетов модели 204B были поставлены заказчикам к 1967 году, в то время как дополнительные вертолёты были построены совместным предприятием Agusta-Bell до 1973 года. 12 000 единиц 205-й модели (включая гражданские 205A-1) были построены Bell и Agusta-Bell до начала 1980-х годов. Многочисленные бывшие военные варианты вертолётов моделей 204 и 205 были переоборудованы для коммерческого использования.

## Варианты

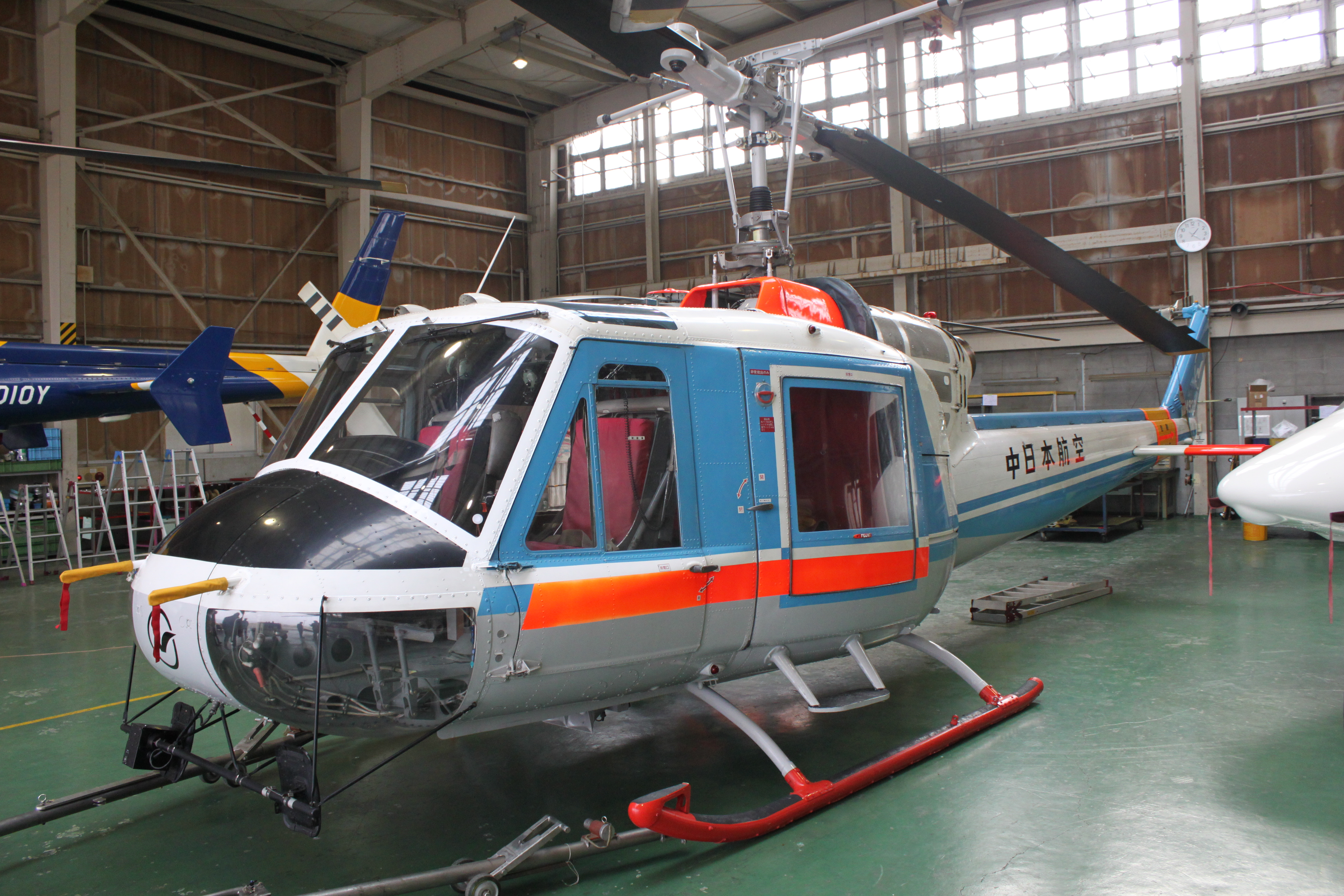
Построенный по лицензии в Японии компанией Fuji Heavy Industries вертолёт Fuji-Bell 204B-2

### Bell 204
Обозначение компании Bell Helicopter для вертолёта UH-1B.
- Bell 204B — гражданский или военный транспортный вертолет, созданный на базе UH-1B. Оснащен двигателем Lycoming T53-L-09A, максимальная взлетная масса 3855 килограмм, максимальное количество пассажиров — десять[3].
- Agusta 204B — гражданский или военный транспортный вертолет. Выпускался по лицензии в Италии компанией Agusta в 1963–1967 годах. Также известен как Agusta-Bell AB 204[4].
- Fuji-Bell 204B/204B-2 — гражданский транспортный вертолет. Выпускался по лицензии в Японии компанией Fuji Heavy Industries наряду с военными вертолетами HU-1B и HU-1H для использования в качестве многоцелевого вертолёта для сухопутных сил самообороны Японии[5].

### Bell 205
Обозначение компании Bell Helicopter для вертолёта UH-1H.
- Bell 205A — гражданский или военный транспортный вертолет, созданный на базе UH-1H. Оснащен двигателем Lycoming T53-L-11A, максимальная взлетная масса 3855 килограмм, максимальное количество пассажиров — четырнадцать[3].
- Bell 205A-1 — гражданский или военный транспортный вертолет, первоначальная версия на базе UH-1H. Оснащен одним двигателем Lycoming T53-L-13A, максимальная взлетная масса 4310 кг (4760 кг при перевозке грузов на внешней подвеске), максимальное количество пассажиров 14[3].
- Fuji-Bell 205B — совместный коммерческий вариант Bell и Fuji Heavy Industries на базе UH-1J, японской усовершенствованной модели UH-1H[6].
- Bell 210 — обозначение Bell Helicopter для UH-1H, восстановленного и продававшегося как новый вертолёт. Оснащен одним двигателем Lycoming T53-L-17B, та же максимальная взлетная масса, что и у 205B[3].

### Экспериментальные модели
- Agusta-Bell 205BG — один прототип, который был оснащен двумя турбовальными двигателями Gnome H 1200[7].
- Agusta-Bell 205TA — один прототип, который был оснащен двумя турбовальными двигателями Turbomeca Astazous[7].
- Bell 208 — В 1965 году компания Bell провела эксперимент с одним двухмоторным прототипом получившим обозначение модель 208 "Twin Huey", который представлял собой UH-1D, оснащенный двухблочным модулем для двигателей от вертолёта Continental T51[англ.], состоящим из двух силовых агрегатов, приводящих в движение общую коробку передач. Это исследование возможностей по созданию двухмоторного летательного аппарата было выполнено в качестве эксперимента с использованием собственных средств компании[7].

### Обновленные варианты
- 205A-1++ — модернизированный в полевых условиях вариант 205A с двигателем Lycoming T53-L-17. Аналогичен серийному 205B.
- Advanced 205B — предполагаемая модернизированная японская версия.
- Global Eagle — название данное компанией Pratt & Whitney Canada для модифицированного UH-1H с новым двигателем Pratt & Whitney Canada PT6, модернизированным рулевым винтом и другими незначительными изменениями, которые, как сообщается, увеличивают дальность полета и топливную экономичность по сравнению с вертолётом Bell 212[8].

### Производные модели

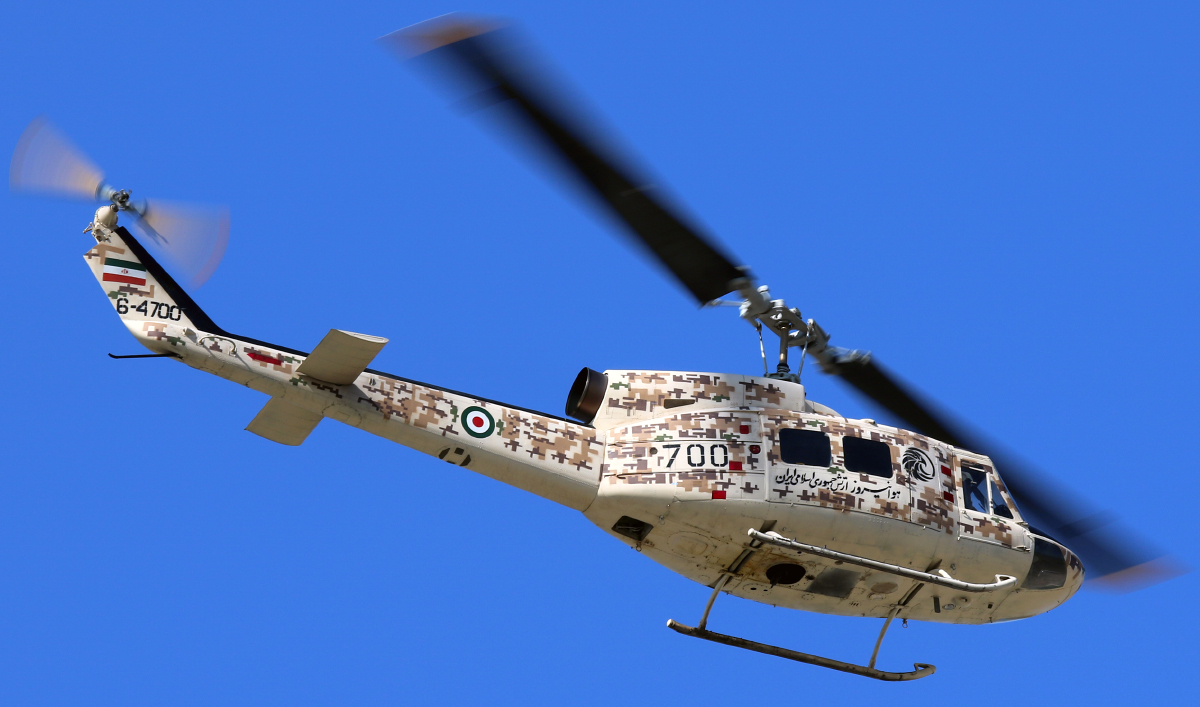
Bell 214 A/C Армейской авиации Ирана, являющийся развитием модели Bell 205

- Bell 214 A/C Армейской авиации Ирана, являющийся развитием модели Bell 205Bell 211 — HueyTug «Хьюи Буксир» — коммерческая версия UH-1C с модернизированной трансмиссией, удлиненными лопастями несущего винта, увеличенной хвостовой балкой, усиленным фюзеляжем, системой повышения устойчивости и турбовальным двигателем Lycoming T55-L-7 мощностью 2650 л. с. (1976 кВт). Предлагался для использования в качестве перевозчика артиллерийских орудий в интересах армии США[9].
- Bell 212 — основанный на удлиненном фюзеляже Bell 205, Bell 212 изначально разрабатывался для канадских вооруженных сил как CUH-1N и позже переименован в CH-135. Канадским вооруженным силам было поставлено 50 вертолетов, начиная с мая 1971 года. В то же время военные службы США заказали 294 единицы Bell 212 под обозначением UH-1N. Модель 212 также была предложена гражданским операторам и имеет вместимость до 15 мест, с одним пилотом и четырнадцатью пассажирами. В грузовой конфигурации внутренняя вместимость модели 212 составляет 6,23 м3. На внешней подвеске можно перевозить до  2268 кг[10].
- Bell 214 Huey Plus — первоначальная разработка модели 214 была анонсирована Bell в 1970 году под названием «Huey Plus». Первый прототип был основан на планере Bell 205, оснащенном двигателем Lycoming T53-L-702 мощностью 1900 л. с. Затем последовал первый демонстрационный прототип Bell 214A, который был оценен в Иране во время полевых учений с Императорскими иранскими вооруженными силами. Испытание было признано успешным, и последовал заказ на 287 единиц 214A. Предполагалось, что эти вертолёты будут построены Bell на их заводе в  Форт-Уэрте, а затем в Иране будут построены еще 50 вертолетов 214A и 350 вертолетов Bell 214ST. В итоге было поставлено 296 вариантов 214A и 39 вертолетов 214C, прежде чем Иранская революция в 1979 году положила конец планам иранского производства[11].
- Bell 412 — вертолет общего назначения семейства Huey, являющийся развитием Bell 212, основным отличием которого является составной четырехлопастной несущий винт. Это двух двигательный вертолет, который был популярен на гражданском и военном рынках, а основными пользователями являются Канада, Италия и Япония. Несколько сотен были произведены с момента его появления в 1979 году, и было выпущено несколько модификаций и вариаций этого летательного аппарата, например, с модернизированными авионикой и приборами управления полётом[12].
- Panha Shabaviz 2-75 — иранский вертолет общего назначения, построенный компанией Iranian Helicopter Support and Renewal Company. Это реверс-инжиниринговая версия Bell 205, проданных правительству Мохаммеда Резы Пехлеви. Первый экземпляр был построен в 1998 году, и впервые этот вертолёт был публично представлен в следующем году. Он производится в Иране с 2002 года и находится на активной службе в иранских вооруженных силах и в различных государственных органах[13].

## Операторы

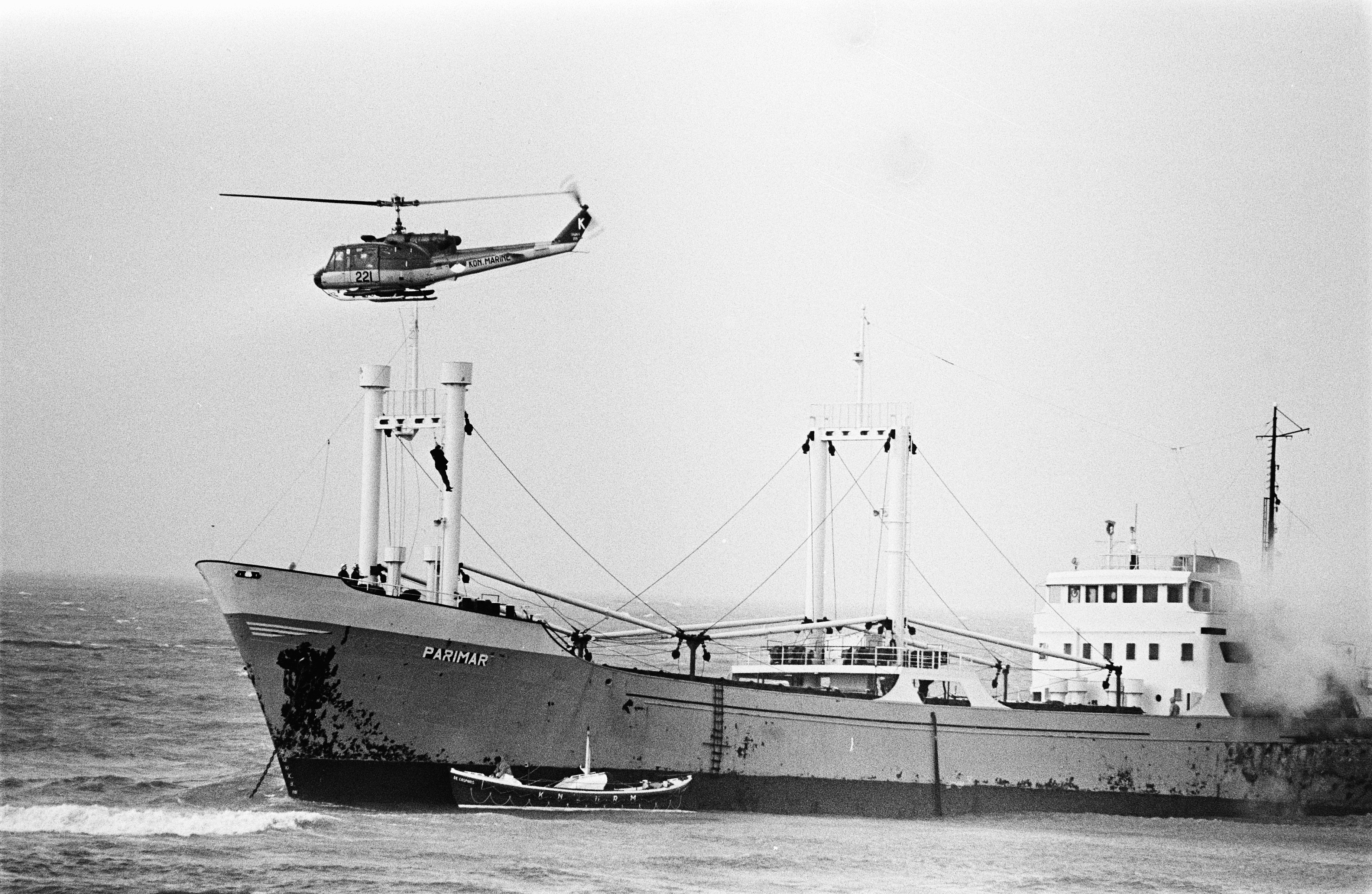
Agusta Bell AB 204 cлужбы морской авиации Королевских военно-морских сил Нидерландов над горящим греческим кораблём Parimar в 1974 году

### Военные операторы
Военные операторы вертолёта этого семейства указаны в статье Bell UH-1 Iroquois.

### Правительственные операторы
Иран
- Силы правопорядка Исламской Республики Иран

 Канада
- Национальный научно-исследовательский совет Канады[14]

 Китайская Республика
- Национальный корпус воздушно-десантной службы[15]

 США
- Департамент природных ресурсов штата Вашингтон[16]
- Офис шерифа округа Вентура[17]
- Офис шерифа округа Сан-Диего[18]
- Вертолёт Bell 205 Департамента лесного хозяйства и противопожарной охраны Калифорнии распыляет огнезащитный состав на учениях по тушению лесных пожаров в 2015 годуОфис шерифа округа Сан Бернардино[19]
- Пограничный патруль США[20]

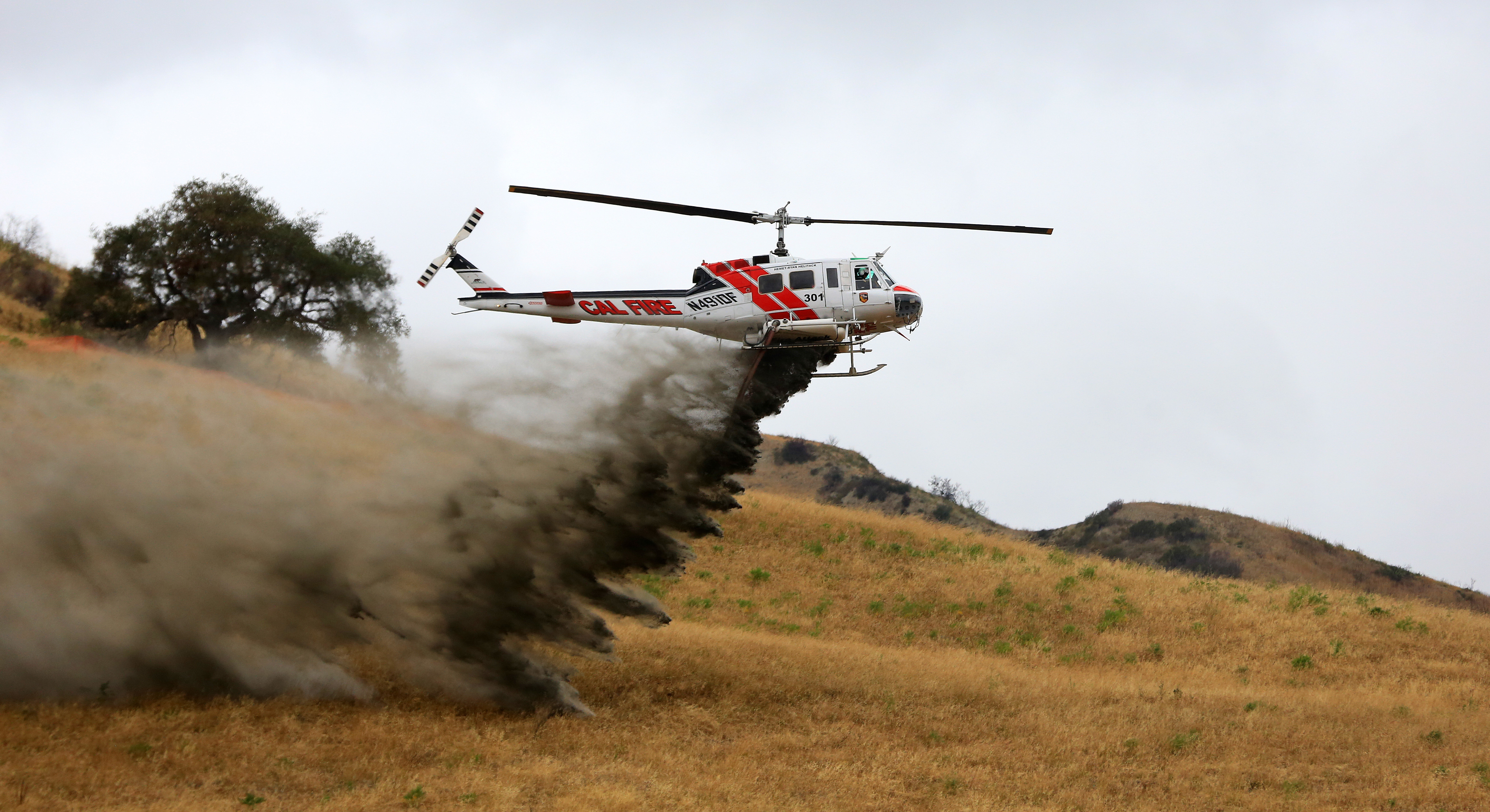
Вертолёт Bell 205 Департамента лесного хозяйства и противопожарной охраны Калифорнии распыляет огнезащитный состав на учениях по тушению лесных пожаров в 2015 году

- Противопожарная служба округа Ориндж[21]
- Противопожарный департамент округа Керн[22]
- Департамент лесного хозяйства и противопожарной охраны Калифорнии[23]
- Департамент сельского хозяйства и потребительских услуг Флориды[24]
- Департамент полиции Лас-Вегаса[25]
- НАСА[26]

 Таиланд
- Королевская полиция Таиланда[27]

## Лётно-технические характеристики (204В)
Экипаж: 1-2
Грузоподъемность: 1360 кг включая 8-9 пассажиров
Длина 12.69 м
Диаметр несущего винта  14.63 м
Высота 4.5 м
Вес пустого 2085 кг
Максимальный взлетный вес 4310 кг
Силовая установка: 1 × ГТД Lycoming T53-L-11A, 1100 л.с.
Максимальная скорость 220 км/ч
Крейсерская скорость 205 км/ч
Дальность 533 км
Практический потолок 5910 м